# فجر الحب

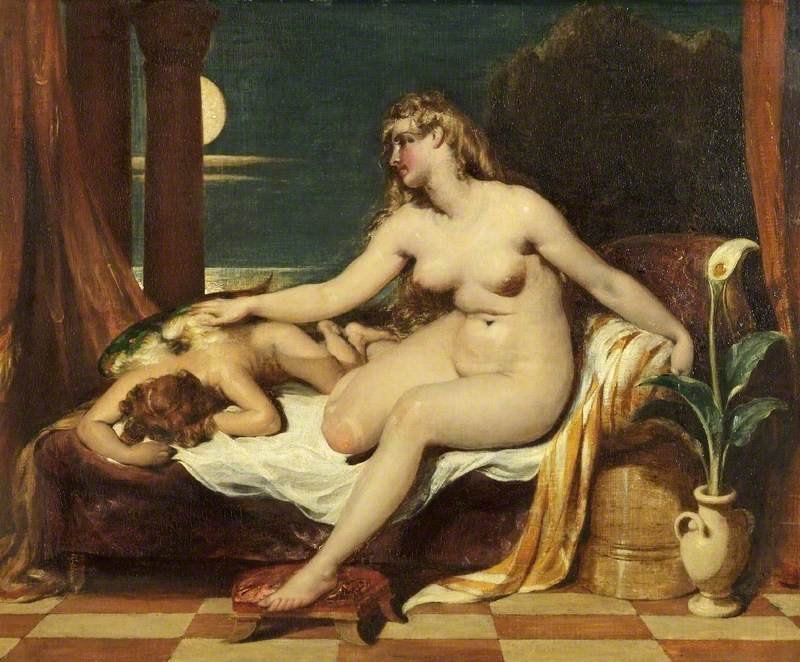
فجر الحب، 1828، 88.8 x 96 سم.

فجر الحب The Dawn of Love، وتُعرف ايضاً باسم فينوس تستيقظ الآن، وتوقظ الحب Venus Now Wakes, and Wakens Love، هي لوحة زيتية للفنان الإنگليزي وليام إيتي، عُرضت لأول مرة عام 1828 وموجودة حالياً في متحف ومعرض روسل-كوتس للفن في بورنموث. مقتبسة بشكل فضفاض من مسرحية الأقنعة كوموس لجون ميلتون، والتي تصور فينوس عارية تشرع في إيقاظ حبيبها النائم بمداعبة جناحيه. في حين اعتاد إيتي على تضمين الشخصيات العارية في أعماله، فإنه نادراً ما كان يتضمن الألفة الجسدية، ولهذا السبب، فإن فجر الحب تعتبر واحدة من لوحاته الغير اعتيادية. كان المقصود من شهوانية العمل الصريحة تقديم تحدياً للمشاهد يعكس حبكة كوموس، والتي يحاول فيها إغراء البطلة بالرغبة ولكن تبقى عقلانية ومنعزلة.
بينما أشاد بعض النقاد بعناصر تكوينها وتنفيذها، إلا أن فجر الحب قد لاقت استقبالاً سيئاً للغاية عند عرضها لأول مرة. قام إيتي بتطوير سمعة رسم الشخصيات الواقعية، وفينوسه المنمنمة والتي كان يعتقد أنها تأثرت بشكل غير مناسب من قبل الفنانين الأجانب مثل روبنس بالإضافة عن كونها حسية مفرطة وغير ملونة بشكل مناسب، بنما اعتبرت اللوحة في مجملها عديمة الذوق وفاحشة. لم تكن فجر الحب بين الـ133 لوحة المعروضة في معرض استعادة أعمال إيتي الهامة عام 1849، وأثارت عند عرضها في غلاسكو عام 1899 الشكاوى بسبب فحشها الظاهر. عام 1889 اشتراها سير مرتون روسل-كوتس، ومنذ ذلك الوقت ظلت في معرض ومتحف روسل-كورتس للفن.

## خلفية

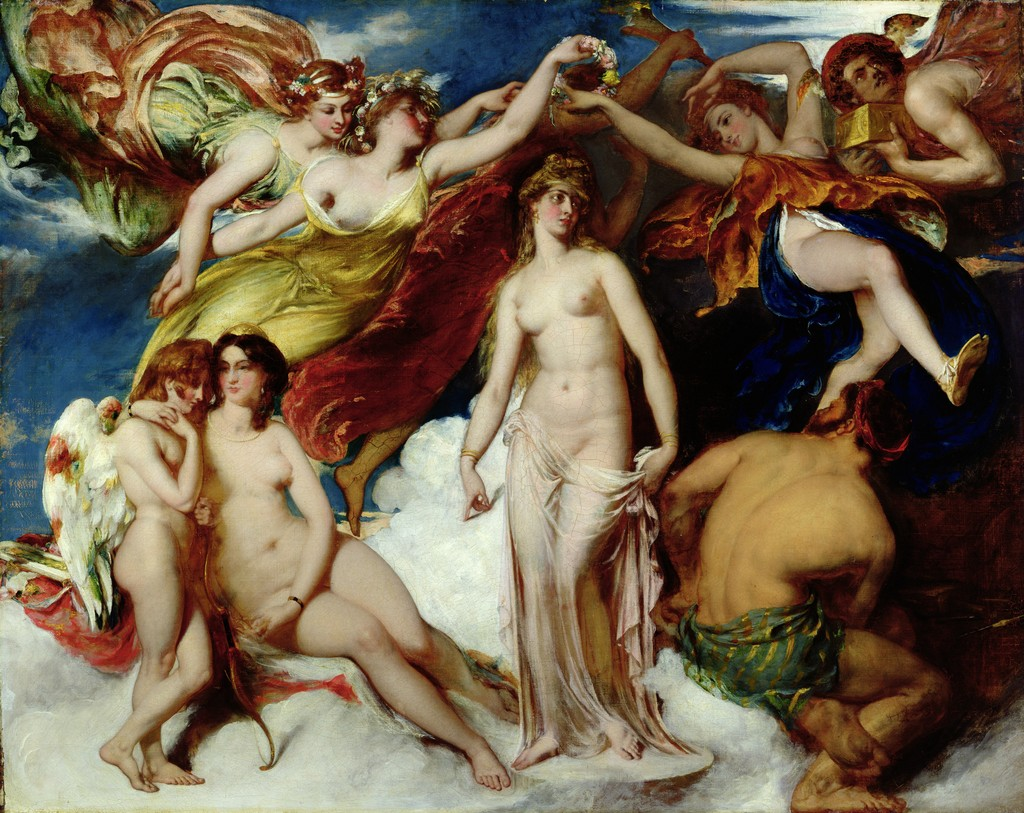
باندورا تتوجها المواسم (1824). في أعقاب نجاح كليوباترا، حاول إيتي تكرار نجاحه برسم المزيد من اللوحات التاريخية التي تحتوي على شخصيات عارية.

وُلد وليام إيتي عام 1787، ابناً لخباز وطحان من يورك. بدأ كطباع مبتدئ في هال. عندما أكمل السنة السابعة من تدريبه انتقل وهو في الثامنة عشر من عمره إلى لندن "مع بضعة قطع من الطباشير الملونة"، ليصبح رسام تاريخ على طريق الأساتذة القدماء. التحق بالأكاديمية الملكية، وبعد سنة قضاها في الدراسة تحت إشراف رسام البورتريهات المجدد توماس لورنس، عاد إيتي إلى الأكاديمية الملكية، ليرسم في صف الحياة وينسخ لوحات أخرى. كتلميذ لجون أوبيه، طور أسلوب الرسم الغير عصري لتيتيان وروبنس للنمط الرسمي السائد في ذلك الوقت لجوشوا راينولدس، لم ينجح إيتي في جميع مسابقات الأكاديمية وجميع الأعمال التي قدمها للمعرض الصيفي للأكاديمية الملكية في عقد 1810 رُفضت. عام 1821 وافقت الأكاديمية الملكية وعرضت إحدى أعمال إيتي في المعرض الصيفي، كليوباترا تصل قلقيلية، والمعروفة أيضاً باسم نصر كليوباترا). حصلت هذه اللوحة على استقبال جيد، وأعجب الكثير من زملائ إيتي الفنانين. لاقى إتي الكثير من الإشادة لقدرته على رسم طيات اللحم بدقة في اللوحة، ولقدرته على إظهار التناقضات في لون البشرة. في أعقاب عرض لوحة كليوباترا، حاول إيتي في العقد التالي إحراز المزيد من النجاحات برسم شخصيات عارية من قصص الكتاب المقدس، والأدب والأساطير.